# Heradion pernix
Heradion pernix là một loài nhện trong họ Zodariidae.
Loài này thuộc chi Heradion. Heradion pernix được Pakawin Dankittipakul & Rudy Jocqué miêu tả năm 2004.